# دون بادجيت
دون بادجيت (بالإنجليزية: Don Padgett)‏ هو لاعب كرة قاعدة أمريكي، ولد في 5 ديسمبر 1911 في مقاطعة روذرفورد في الولايات المتحدة، وتوفي في 9 ديسمبر 1980 في هاي بوينت في الولايات المتحدة.

## وصلات خارجية
- دون بادجيت على موقعبيزبول رفرنس.كوم (الدوري الرئيسي) (الإنجليزية)
- دون بادجيت على موقعبيزبول رفرنس.كوم (الدوري الثانوي) (الإنجليزية)